# Ascia (outil)

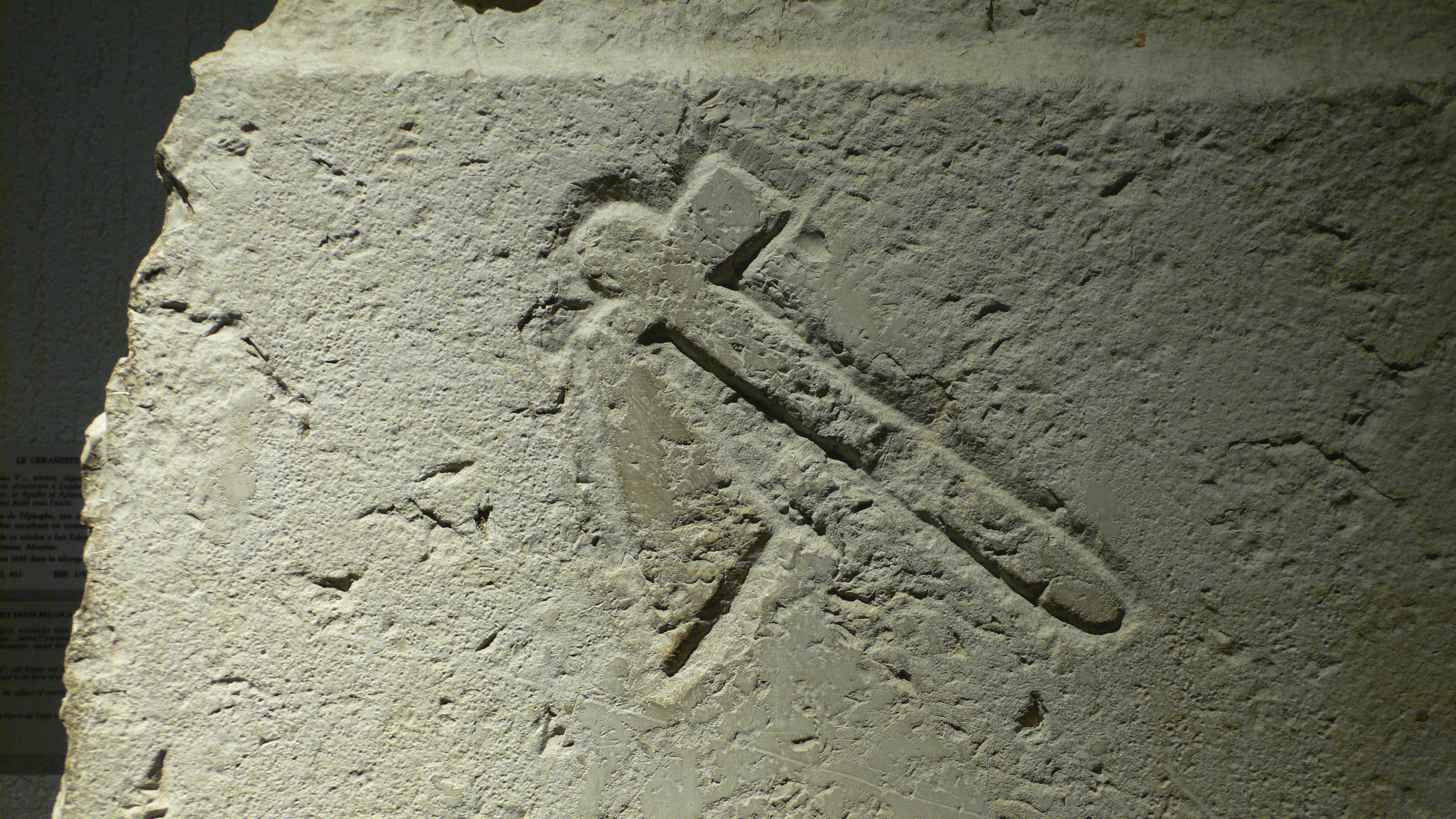
Motif de l'ascia, détail de l'inscription - musée gallo-romain de Fourvière.

L’ascia est un outil antique similaire à une herminette, qui apparait sous forme d'un dessin schématique sur les tombeaux et stèles funéraires en Gaule romaine et en Dalmatie. Son origine et sa signification religieuse restent inconnus et ont fait l'objet de nombreuses théories.

## Historique des découvertes

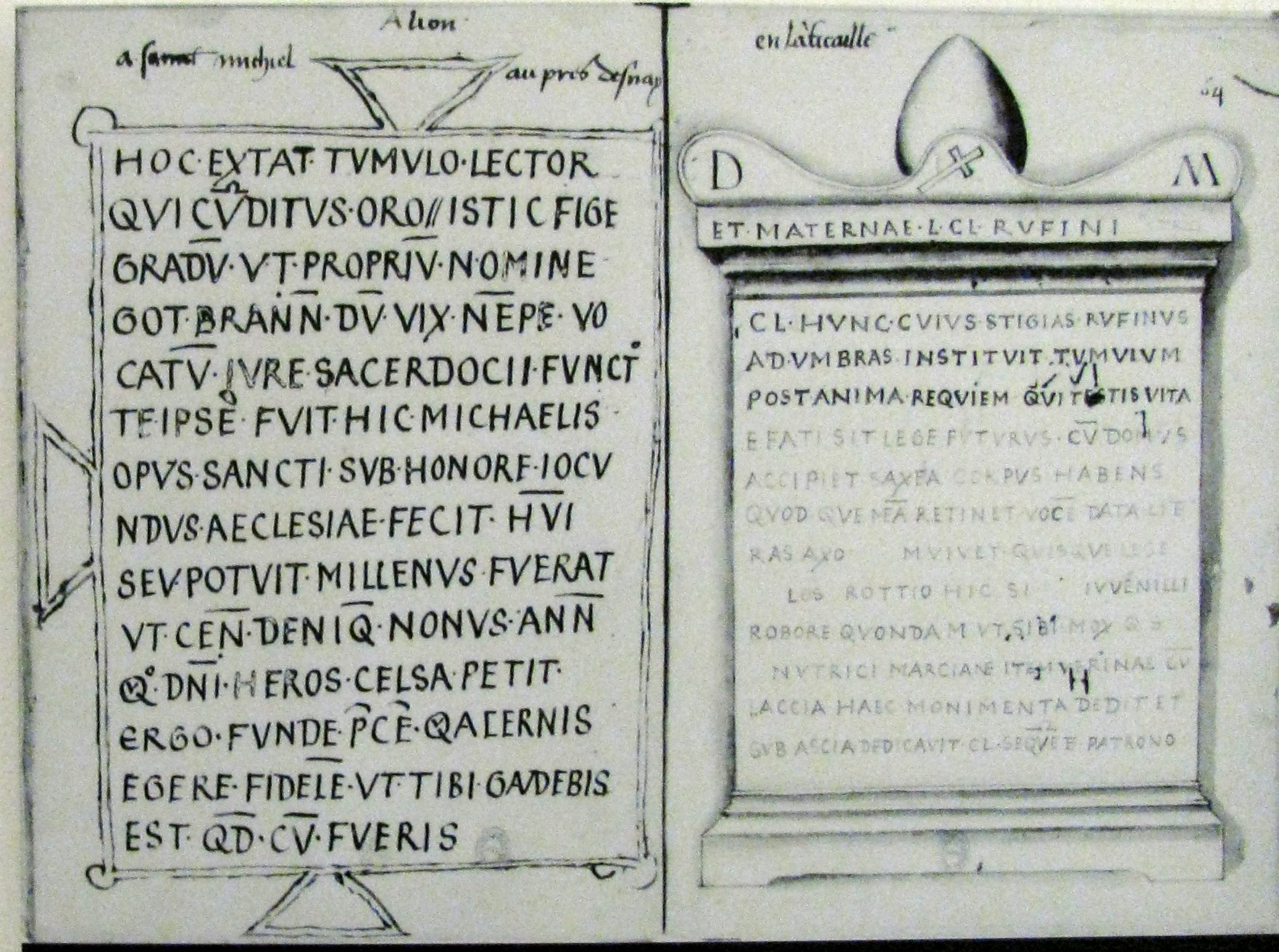
Page de droite, dessin d'une stèle trouvée sur la colline de Fourvière, fait au début du XVIe siècle par Pierre Sala.

Dès la Renaissance et avec l'engouement pour les objets antiques, les humanistes Claude de Bellièvre (1487-1557) puis Jacob Spon (1647-1685) relèvent les inscriptions antiques à Lyon. Ils repèrent des stèles marquées à leur fronton de la gravure d'un outil au fer plat muni d'un manche court, parfois accompagné de la mention finale sub ascia dedicavit, qui permet sinon d’identifier, du moins de nommer, ce signe du terme ascia, un outil antique.
Au fil des découvertes fortuites, on dénombre au milieu du XIXe siècle 250 inscriptions portant l'ascia, dont 180 à Lyon et dans ses environs, tandis que l'on tombe à 12 pour Vienne et seulement 9 à Rome. En 1944, l'inventaire des épitaphes à l'ascia d'Hélène Wuilleumier approche le millier d'occurrences. La figuration funéraire de l’ascia est très implantée en Gaule, spécialement à Lugdunum et dans la vallée du Rhône, et en Dalmatie : sur quelque 980 attestations dénombrées, les trois-quarts (725) se situent en Gaule, pour la plupart (80%) dans le couloir rhodanien à Lugdunum et à Vienne (368 dont 283 à Lyon même), avec aussi une concentration à Bordeaux (67) ; vient ensuite la Dalmatie et la côte adriatique avec 125 attestations dont 65 tombes à ascia à Salone, capitale de cette province, devant Rome avec 77 occurrences,. Quelques monuments à ascia ont été découverts depuis le recensement de Wuilleumier, en Espagne et en Afrique du nord, sans modifier sensiblement la répartition précédemment indiquée.
En 1804, lors de la démolition de la porte Viennoise ou Herculea sur la place Notre-Dame à Grenoble, une stèle funéraire du IIe siècle est découverte dans les décombres. Dotée d'un fronton triangulaire et du signe de cet outil, cette stèle a été employée vers 288 dans l'édification de l'enceinte de Cularo (Grenoble) et se trouve de nos jours exposée au premier étage du musée de l'Ancien Évêché.

## Identification de l’outil
Aucun des textes antiques qui sont parvenus à l’époque moderne ne fournit de mention sur la signification symbolique de l’ascia ou sur un rite associé. L’ascia ne figure dans aucune représentation comme attribut d’une divinité, ce qui aurait pu la rattacher à un culte précis. L’identification en tant qu’outil constitue un premier problème : si les inscriptions indiquent clairement sa dénomination par la mention sub ascia dedicavit, le mot latin ascia chez les auteurs antiques peut désigner un outil destiné à des métiers très divers :
- l’herminette, qu’on utilise pour enlever des copeaux d’un bloc de bois, citée par Pline l'Ancien, « l’aubier émousse très rapidement les ascia »[11] et par Végèce « la légion […] a des ascia pour polir les poutres et les pieux »[12],
- une boucharde de tailleur de pierre servant à aplanir la surface d’une pierre, « le latin appelle ascia une sorte d’outil en fer pour polir les pierres » écrit Jérôme de Stridon[13],
- un rabot à corroyer, similaire à une houe à très long manche, qu'emploie le maçon pour tailler la chaux et brasser le mortier selon Vitruve[14],
- un instrument de jardinage, similaire à la houe ou la serfouette pour gratter la terre[15].

La dérivation en français du mot latin ascia a donné asse et assette, qui désigne un marteau d'ardoisier, de forme similaire aux représentations antiques.

Ascia et outils lui ressemblant
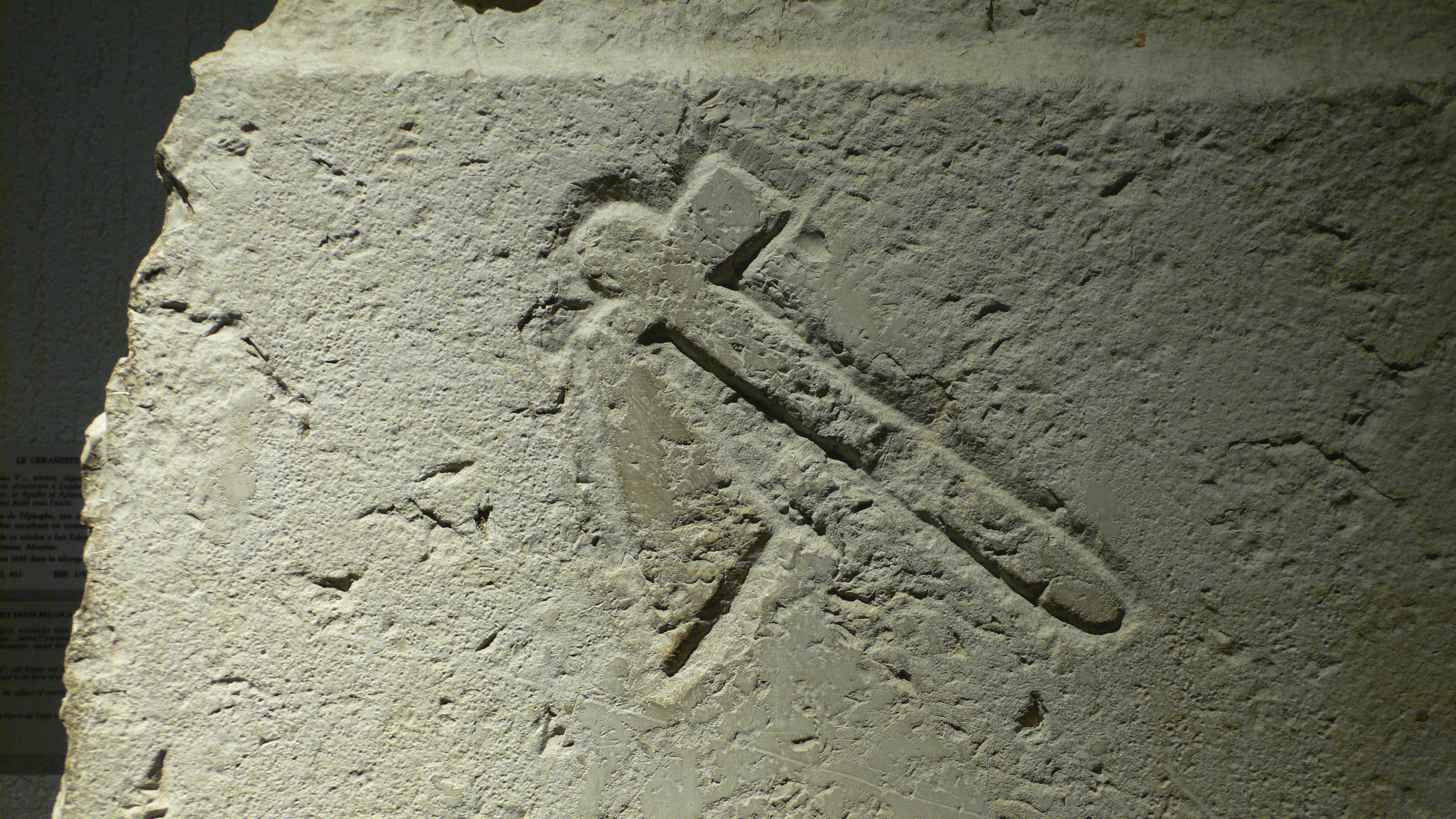
Gravure d'une ascia, musée Lugdunum.
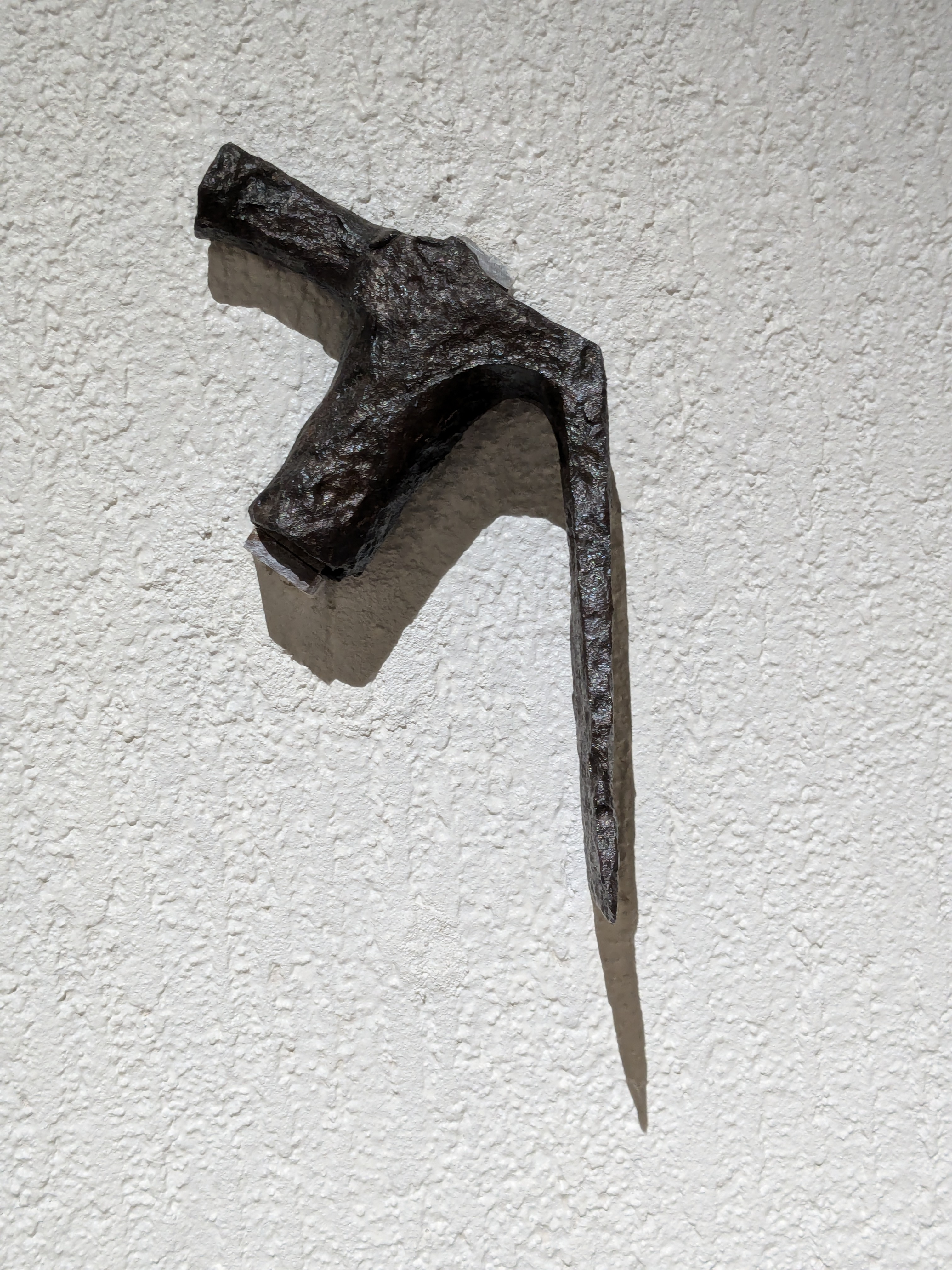
Fer d'herminette, musée Lugdunum.
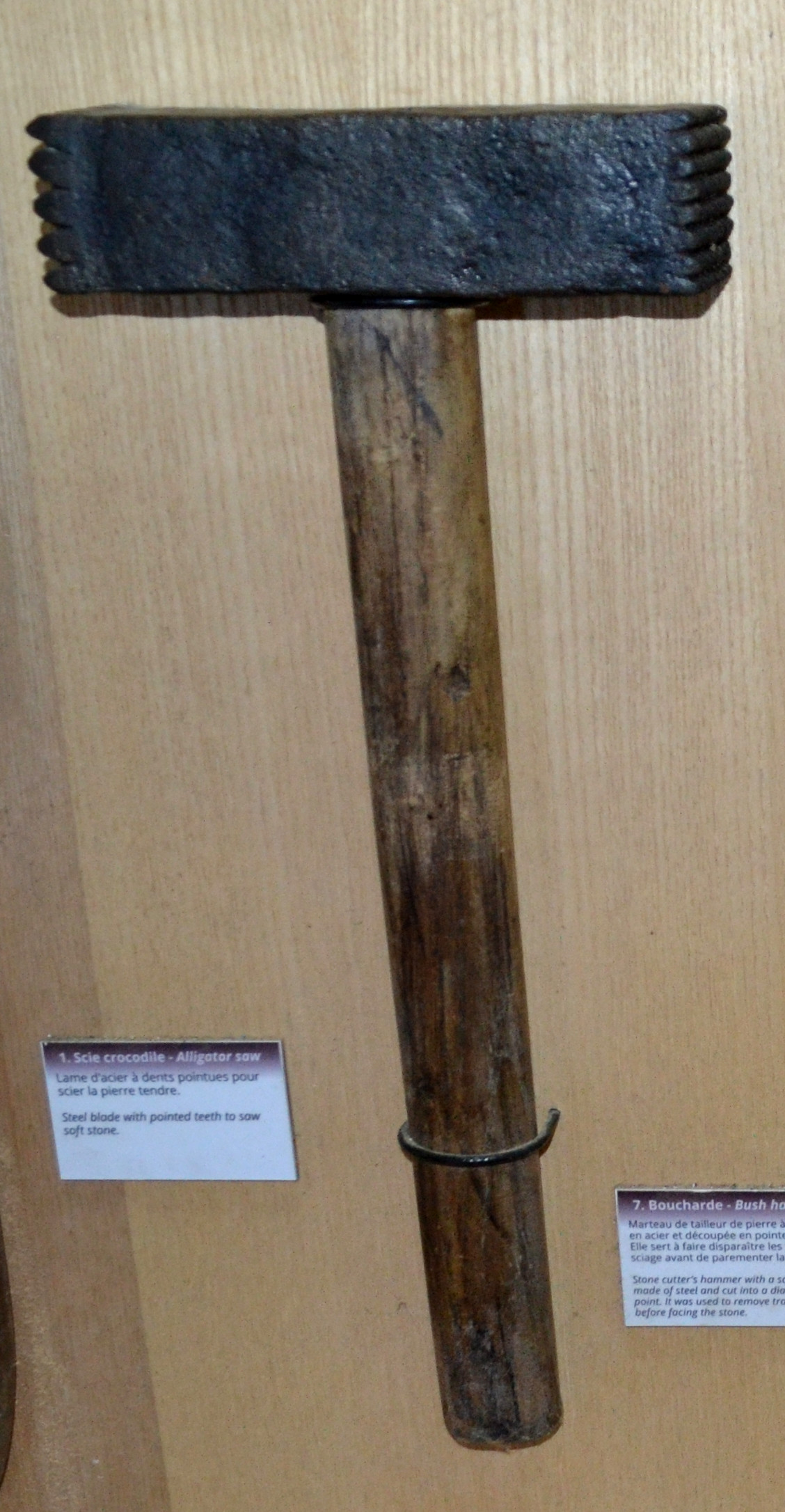
Boucharde.
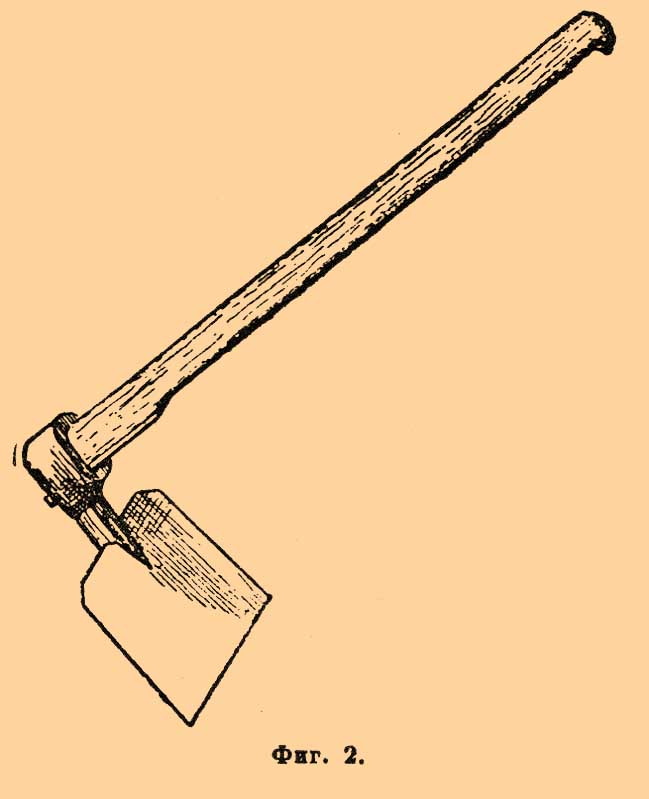
Houe.
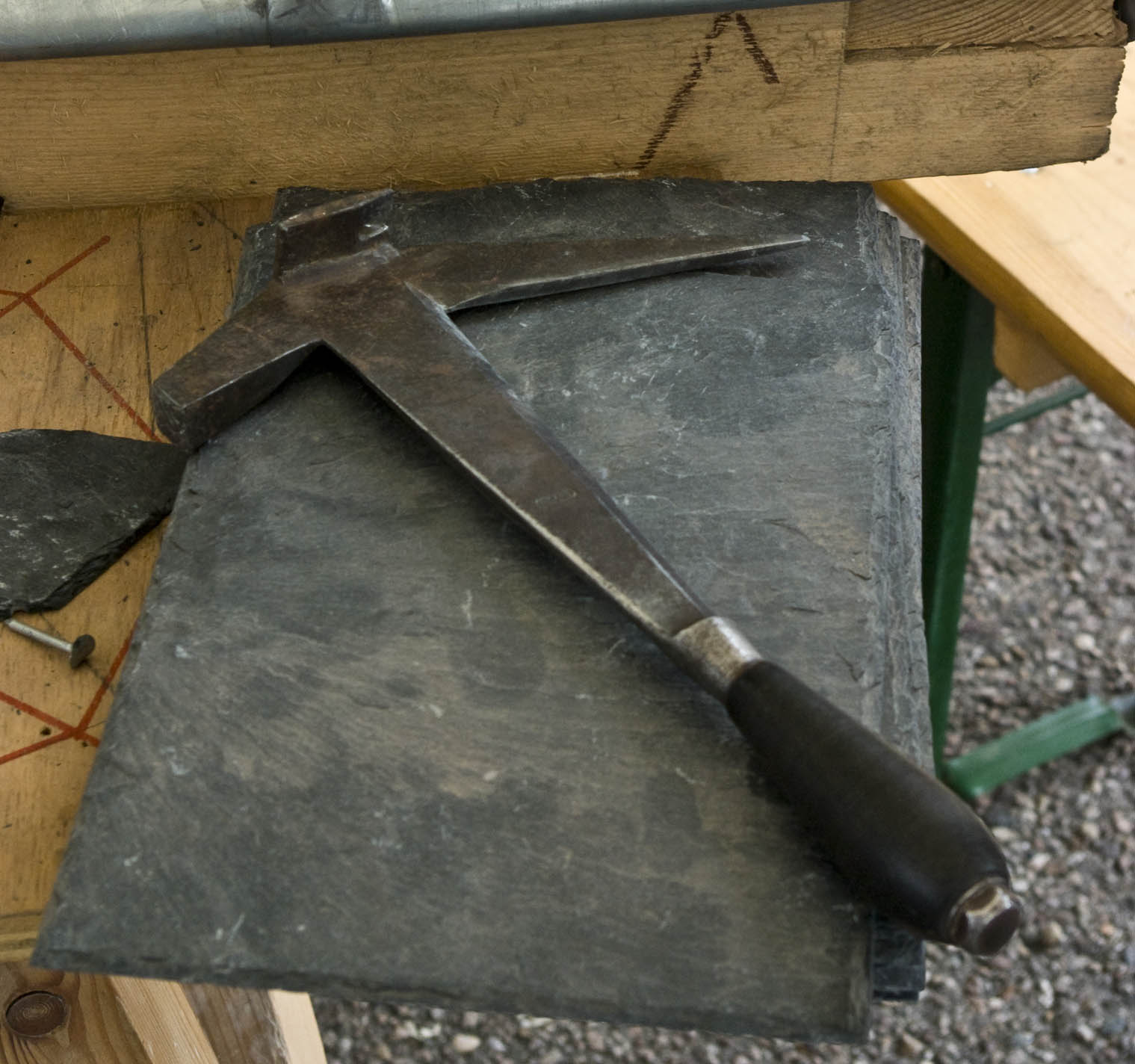
Tille d'ardoisier.

Sur les représentations gravées, la proportion entre le fer de l'outil et son manche relativement court semble indiquer un outil destiné à travailler le bois et la pierre. Mais aucun outil de ce type n'a été trouvé placé dans une tombe ou évoqué dans un texte relatif aux funérailles. Sa signification religieuse ou rituelle reste donc une énigme.

## Datation
Les plus anciennes apparitions de l'ascia sont sur des stèles funéraires en Dalmatie appartenant à des légionnaires des garnisons de Burnum et de Delminium (en). Selon Jérôme Carcopino, celle de Tilurium (it), dédiée à un soldat de la legio VII, pourrait dater d'avant 42 ap. J-C. dans la mesure où la mention de la dite légion ne porte pas les qualifications de Pia Fidelis, qu'elle obtint après cette date. D'autres dédicaces, dédiées par des légionnaires de la legio XI à Burnum, sont antérieures à 69, année à laquelle cette légion a quitté ce cantonnement.
La chronologie des épitaphes funéraires lyonnaises publiée en 1959 par Amable Audin et Yves Burnand situe les premières apparitions de l’ascia entre les années 70 et 115 approximativement, sur des cippes ou autels funéraires de tombes à incinération : jugée la plus ancienne, la tombe de Faustus porte une ascia gravée discrètement, sur le côté du cippe funéraire. Avec celles de D. Julius Cassius et de Q. Firmidius Agrestis, Audin dénombre trois occurrences sur un ensemble de 96 tombes connues et rattachées sur cette période.
À Lugdunum (Lyon), l'ascia apparaît dans la seconde moitié du IIe siècle et se généralise rapidement dans la sculpture funéraire lyonnaise, sculptée en haut du monument, dans le bandeau décoratif ou entre les lettres D et M de la dédicace sommitale aux Dieux Mânes. Elle est généralement accompagnée à la fin de la dédicace funéraire par la mention sub ascia dedicavit/dedicaverunt ou en abrégé s(ub) a(scia) d(edicavit) (« a dédié [sous-entendu : cette stèle] sous l'ascia »).

Monuments funéraires à ascia, au musée gallo-romain de Fourvière
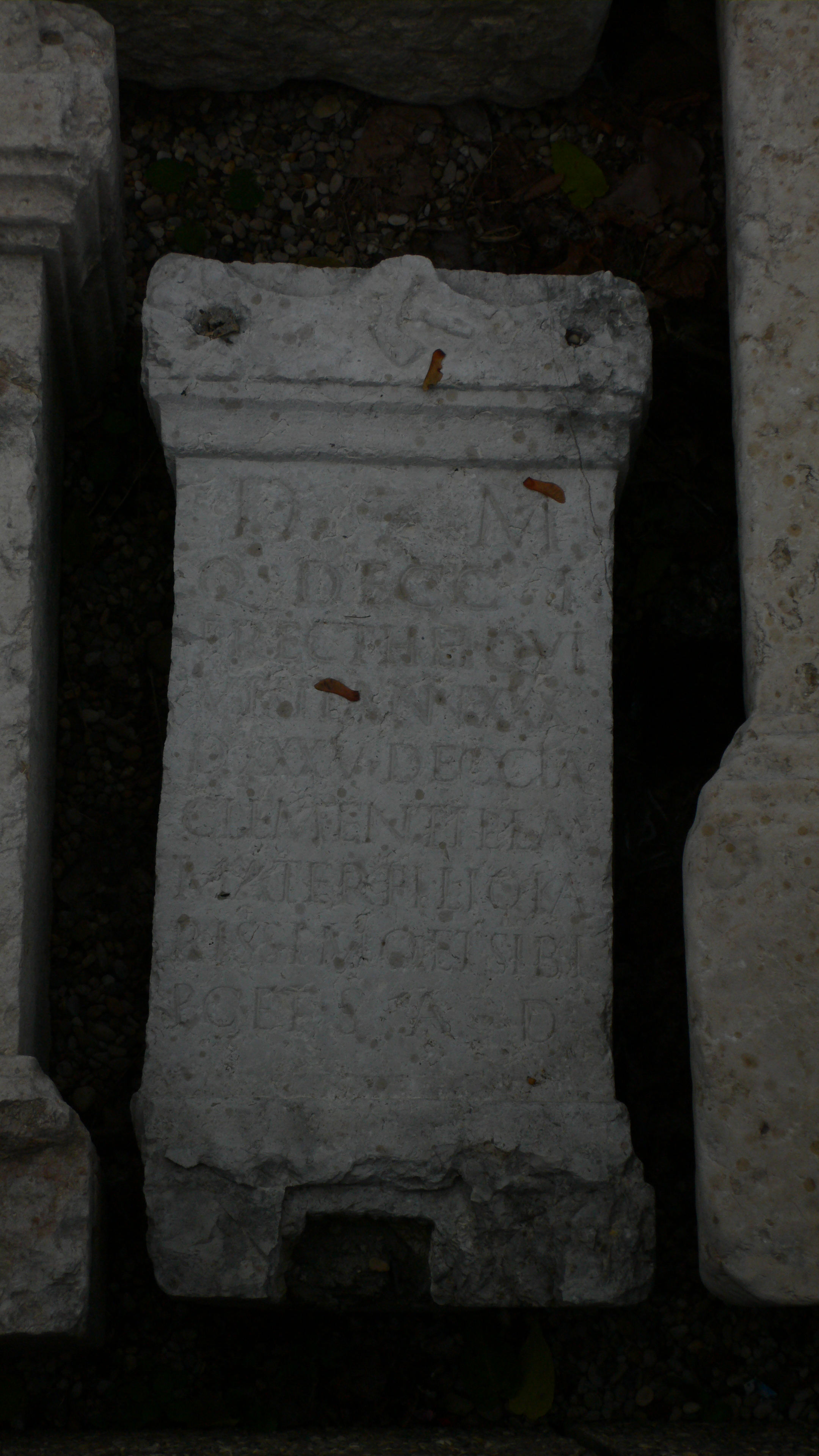
Stèle avec la mention abrégé s(ub) a(scia) d(edicavit) ; CIL XIII, 002122
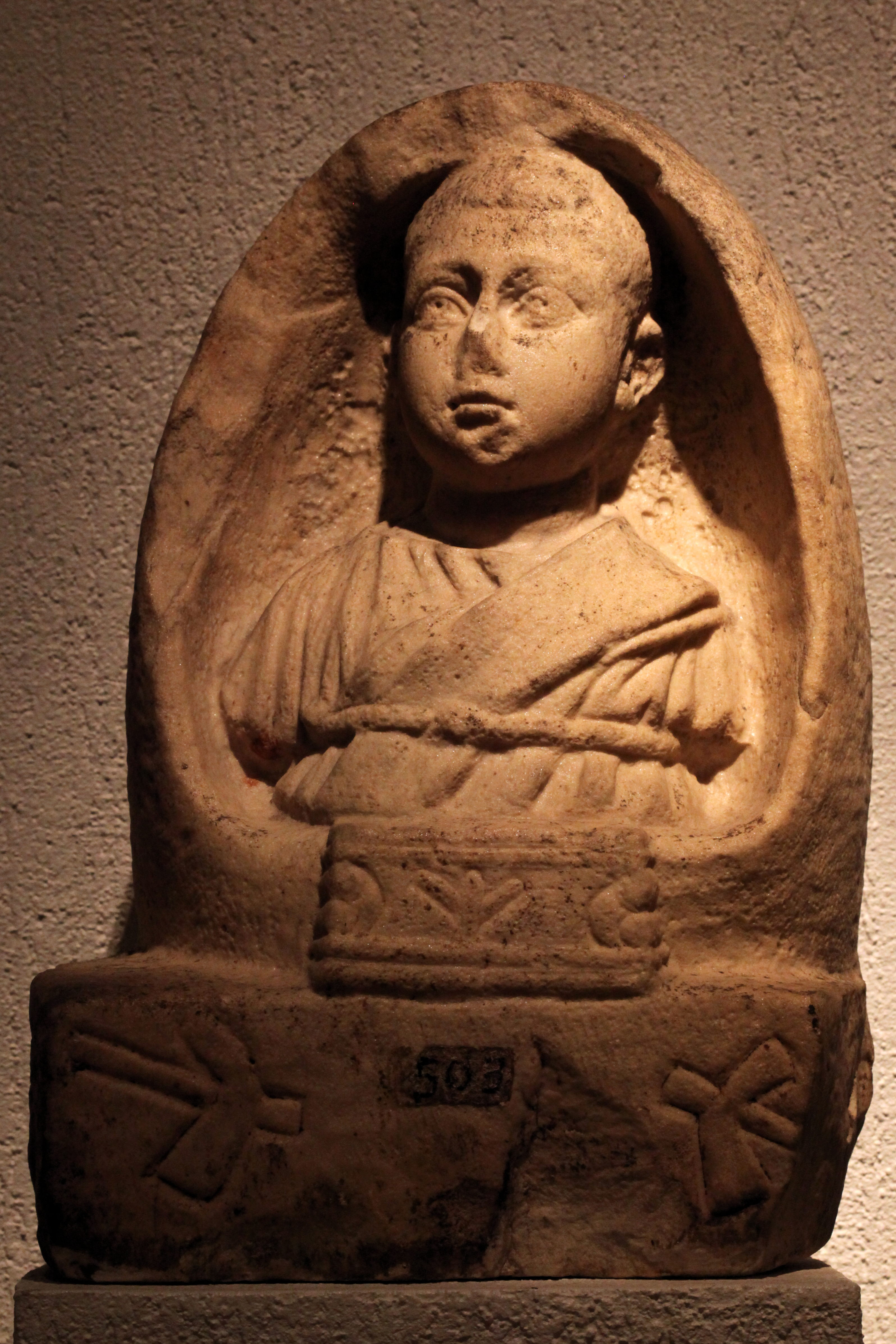
Autel anépigraphique dédié à un enfant
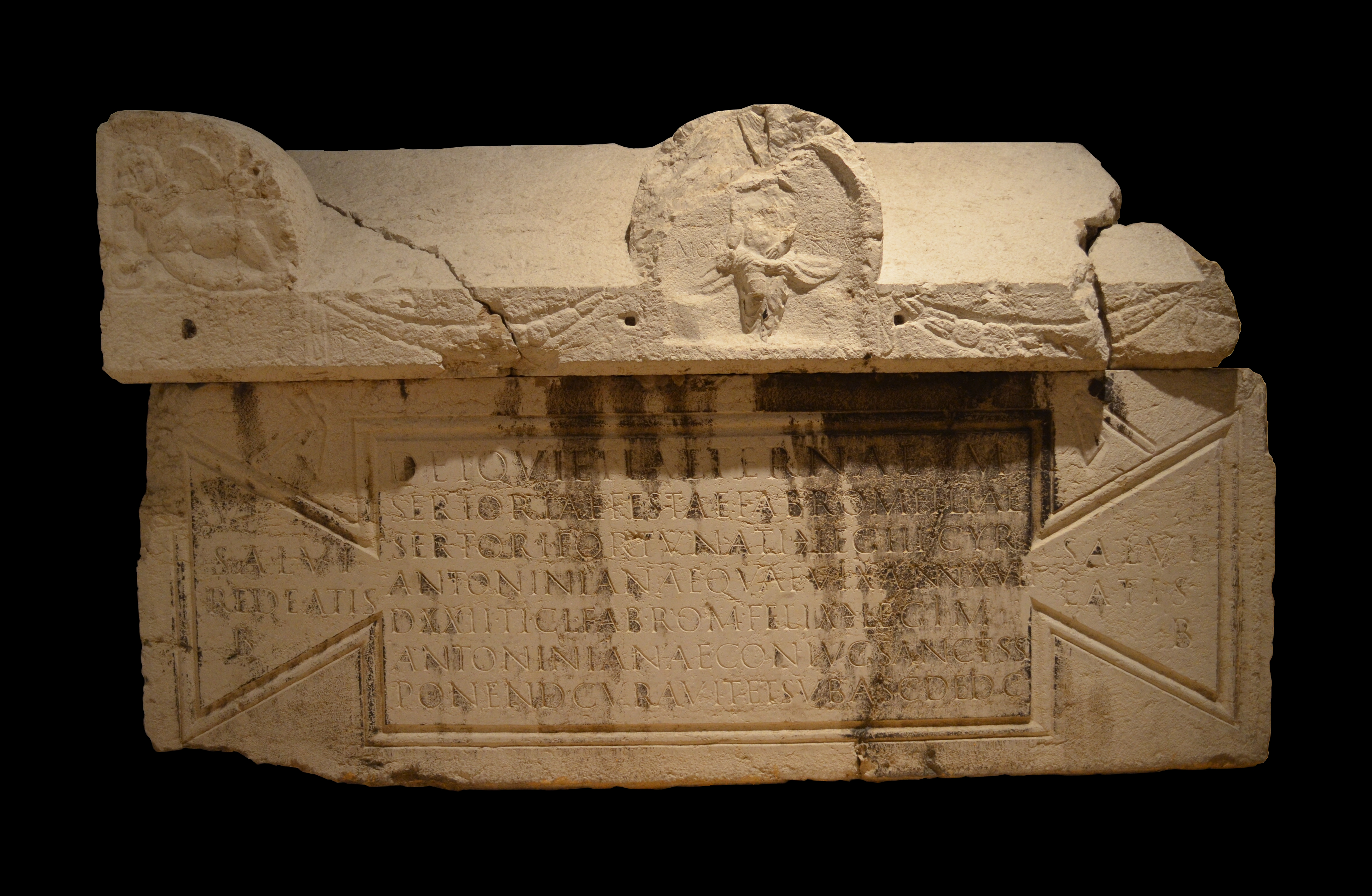
Sarcophage avec une ascia au-dessus de chaque chevron  ; CIL XIII, 1893
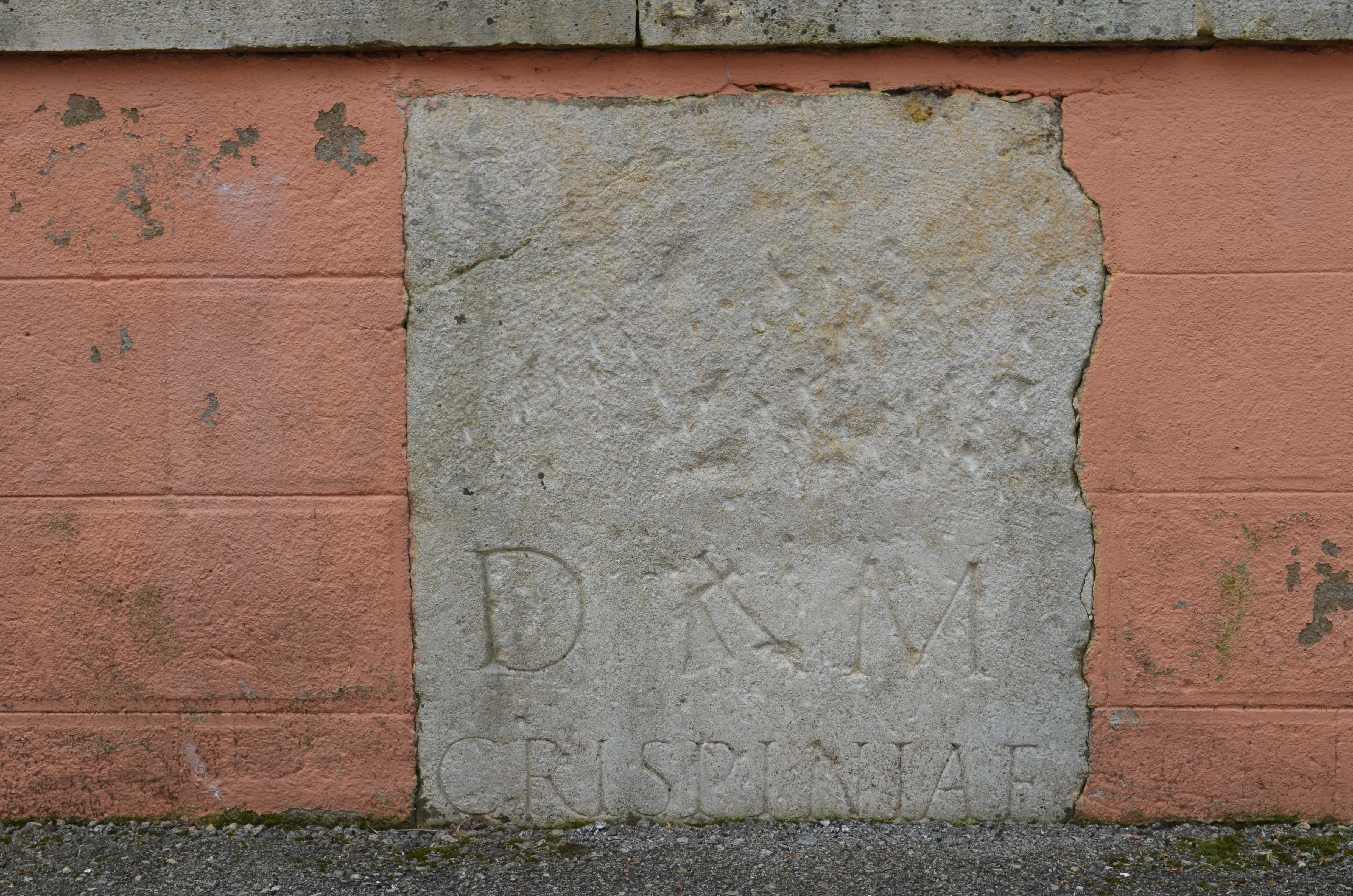
Fragment en remploi, Anse (Rhône) ; CIL XIII, 1654